# Hemisus marmoratus
Hemisus marmoratus é uma espécie de anura da família Hemisotidae.
Pode ser encontrada nos seguintes países: Angola, Benin, Botswana, Burkina Faso, Camarões, República Centro-Africana, Chade, República Democrática do Congo, Costa do Marfim, Eritreia, Etiópia, Gambia, Gana, Guiné, Guiné-Bissau, Quénia, Malawi, Moçambique, Namíbia, Nigéria, Senegal, Somália, África do Sul, Sudão, Suazilândia, Tanzânia, Uganda, Zâmbia, Zimbabwe, possivelmente Burundi, possivelmente Mali, possivelmente Níger, possivelmente Ruanda, possivelmente Serra Leoa e possivelmente em Togo.